# 維克多·蒙塔爾沃
維克多·蒙塔爾沃（英語：Victor Montalvo，1994年5月1日—），舞者名Victor，是一名美國男子霹靂舞運動員。他出生於佛羅里達州奧蘭多，父母來自墨西哥普埃布拉。
他參加了2022年世界運動會的運動舞蹈比賽，並贏得霹靂舞項目的金牌。他也是紅牛BC One的兩屆冠軍，分別在2015年和2022年奪冠。蒙塔爾沃成為第一位獲得奧運會霹靂舞運動資格的美國人。
他的妻子是烏克蘭霹靂舞者卡捷琳娜·帕夫連科。

## 外部連結
- Team USA bio